# La Costa WCT 1974
Il La Costa WCT 1974 è stato un torneo di tennis giocato sul cemento. È stata la 2ª edizione del torneo che fa parte del World Championship Tennis 1974. Si è giocato a La Costa negli Stati Uniti dal 25 febbraio al 3 marzo 1974.

## Campioni

### Singolare maschile
John Newcombe ha battuto in finale  Stan Smith con il punteggio di 6–2, 4–6, 6–4

### Doppio maschile
Clark Graebner /  Charlie Pasarell hanno battuto in finale  Roy Emerson /  Dennis Ralston con il punteggio di 6–4, 6–7, 7–5